# Église Saint-Martin du Brignon
L'église Saint-Martin est un édifice situé au Brignon, en France.

## Localisation
L'église est située sur le territoire de la commune du Brignon, dans le département  de la Haute-Loire, en région Auvergne-Rhône-Alpes.

## Description
L'église est composée d'une nef romane de trois travées, voûtée en berceau, et d’un chœur polygonal. Dans chacune des travées, deux chapelles latérales, au nord et au sud, s'ouvrent sur le vaisseau, celles de la troisième travée formant transept ; deux de ces chapelles furent édifiées au XVIe siècle, les autres, de même que les communications aménagées entre elles, remontent au XIXe siècle. Le chœur est à trois pans, chacun percé d'une fenêtre, et est recouvert d’une voûte d'arêtes. La façade occidentale, qui se termine par un large clocher-mur logeant quatre cloches, comporte un portail de style gothique flamboyant, avec à son sommet une petite figurine sculptée.
L'édifice actuel remonte au XVe siècle. Une chambre haute voûtée d'ogives existe au-dessus de la chapelle des fonds. Au XVIe siècle, ajout de deux chapelles latérales. En 1858, construction des deuxième et troisième chapelles sud. En 1856, percement des communications des chapelles latérales. En 1867, reconstruction de la chapelle de la Vierge (nord). En 1875, création des vitraux de Saint-Martin, Sainte-Marthe et Saint-Louis par le peintre Fournier. En 1881, reconstruction de la chapelle nord du chœur.

## Historique
L'église est mentionnée pour la première fois au milieu du XIIe siècle, l’édifice actuel est à dater principalement du XVe siècle.
Elle est inscrite au titre des monuments historiques par arrêté du 30 octobre 1987.

## Galerie

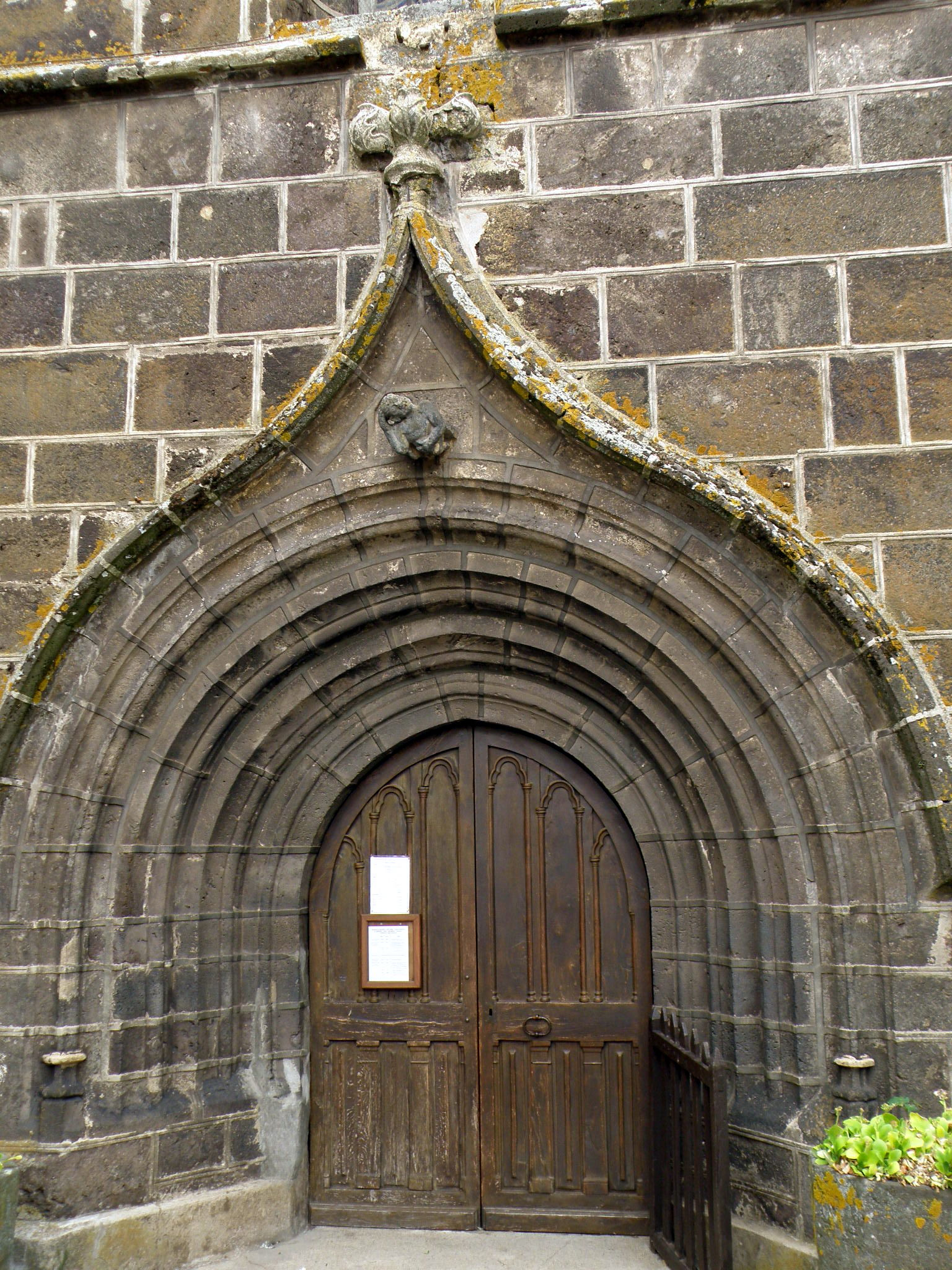